# Gymnobela eridmata
Gymnobela eridmata é uma espécie de gastrópode do gênero Gymnobela, pertencente a família Raphitomidae.